# جوني توريو
جون دوناتو توريو (بالإيطالية: John Donato Torrio)‏ (20 يناير 1882 - 16 أبريل 1957)، وهو رجل عصابة أمريكي من أصل إيطالي، وهو أحد مؤسسي منظمة سلاح فرسان شيكاغو في العقد 1920. التي ورثها لاحقاً مساعدهُ الأيمن آل كابوني. كما أنه هو من طرح فكرة اتحاد الجريمة الوطنية في العقد 1930 وأصبح فيما بعد مستشاراْ غير رسمي لـعائلة جينوفيس الإجرامية.